# 汗號列車

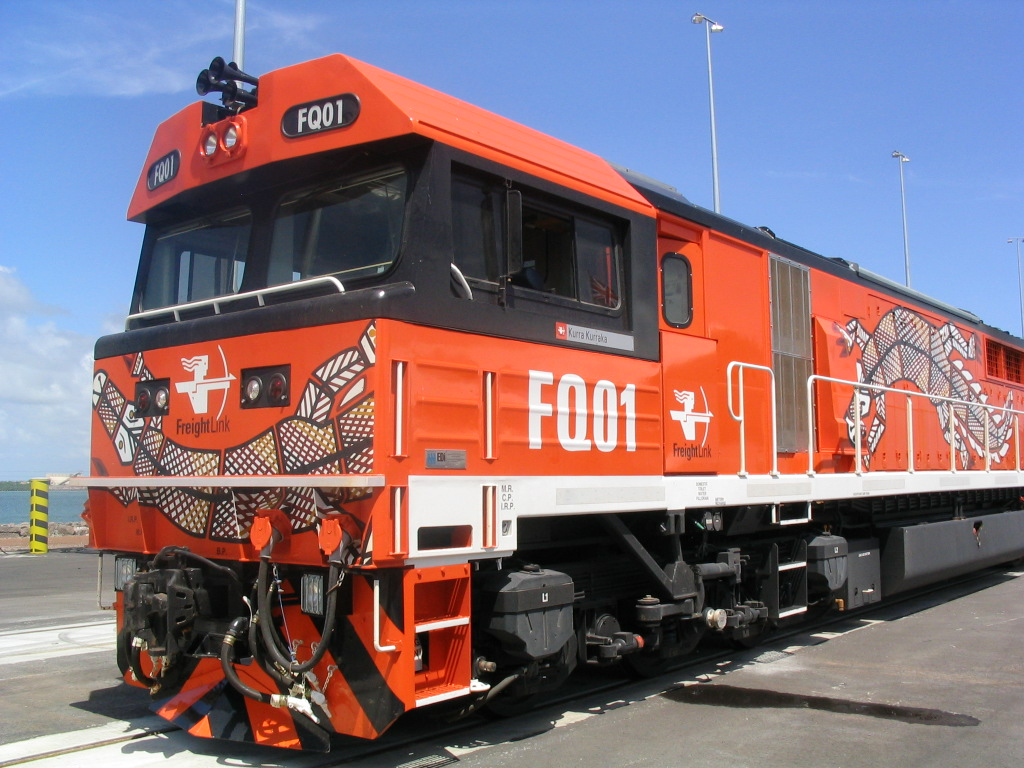
首班抵達達爾文的列車

汗號列車（英語：The Ghan），或譯大汗號、天恩號和甘号，是貫通澳洲南北的鐵路客車。由阿德萊德經愛麗斯泉，在北部達爾文港為終點，全長2,979 公里。此列車得名于早期澳洲中部沙漠的主要運輸工具——駱駝隊的阿富汗籍駱駝伕。1923年開始，當時的南北鐵路上的快車班次被暱稱為“阿富汗快車”，以後“阿富汗”逐漸被當地人簡化為“汗”。

## 参看
- 印度洋-太平洋列車
- 斯圖爾特公路
- 愛麗斯泉車站